# Gynander

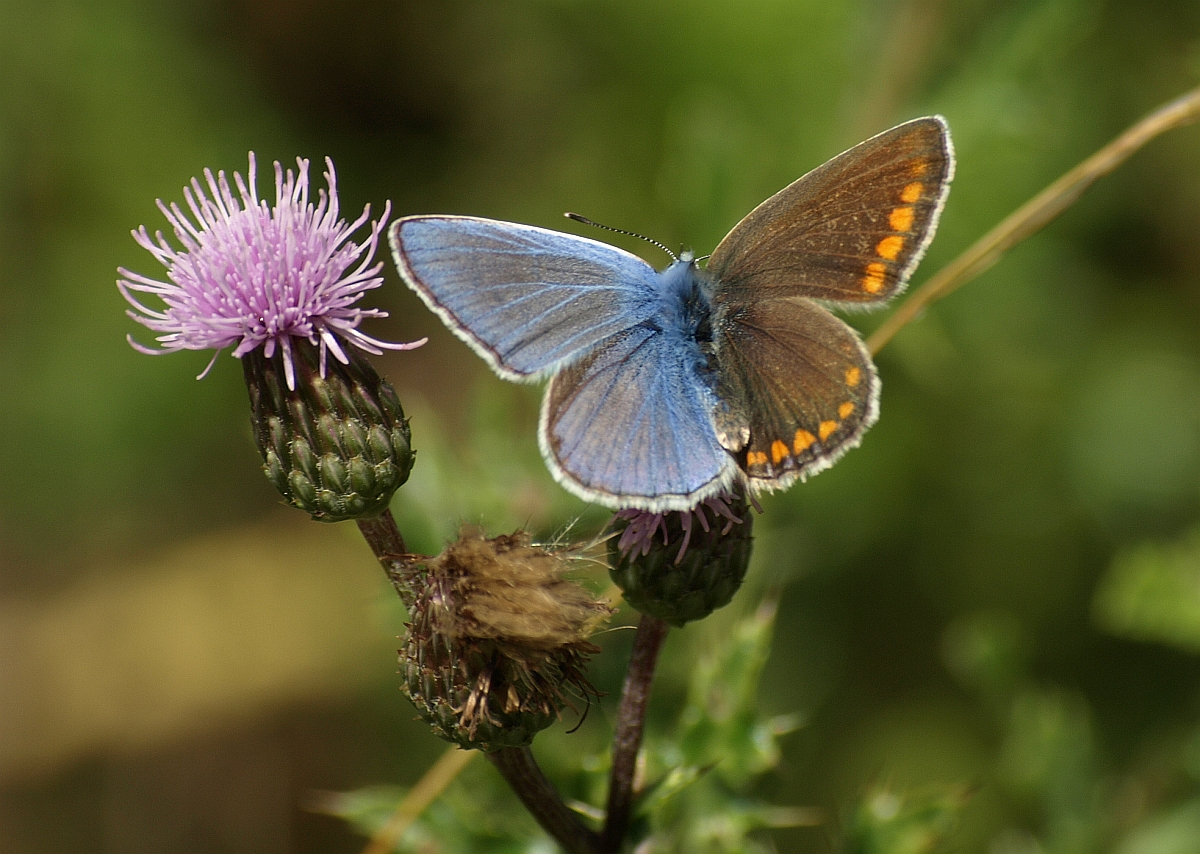
Gynander eines Hauhechel-Bläulings

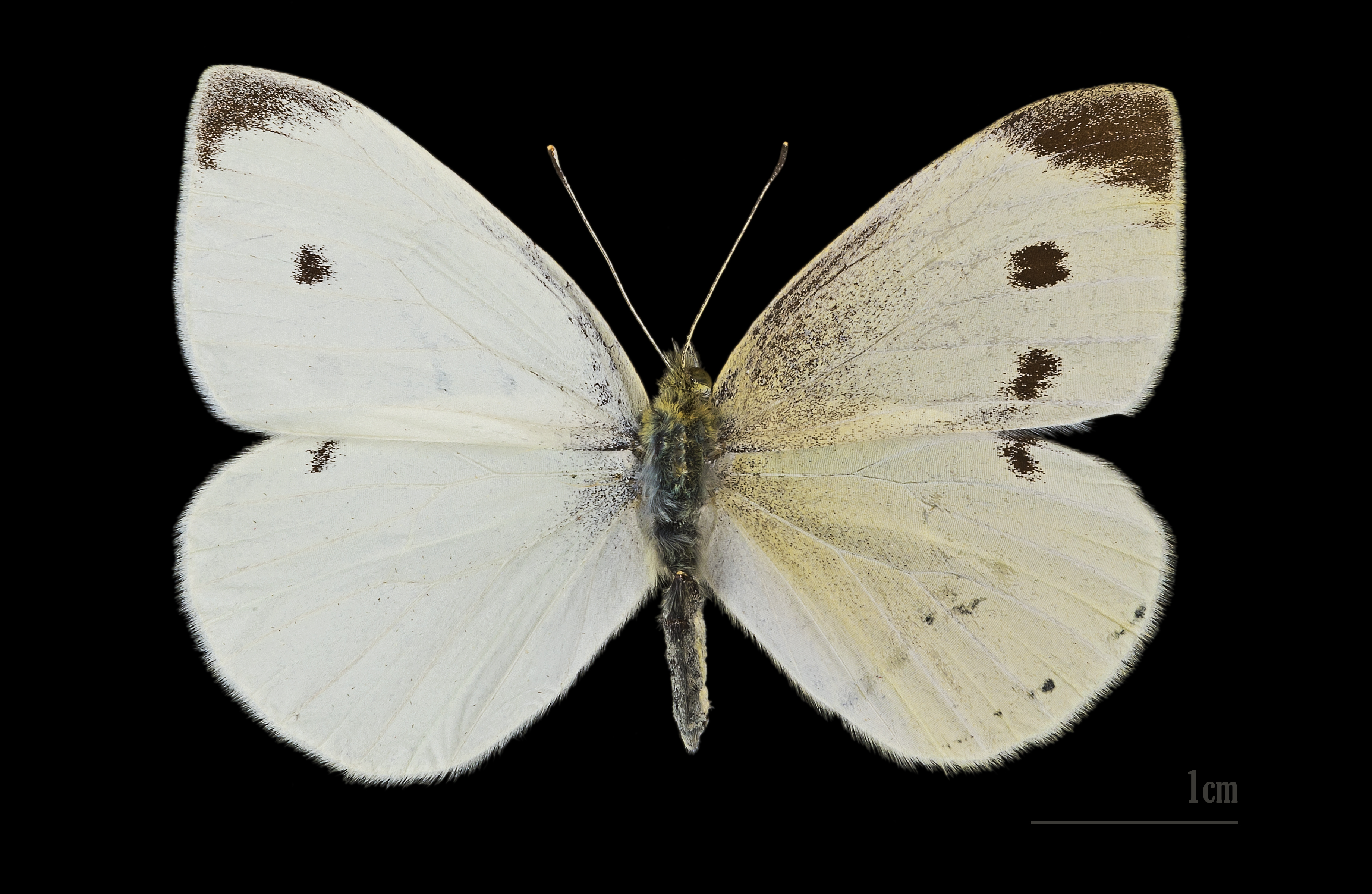
Gynander eines Kleinen Kohlweißlings

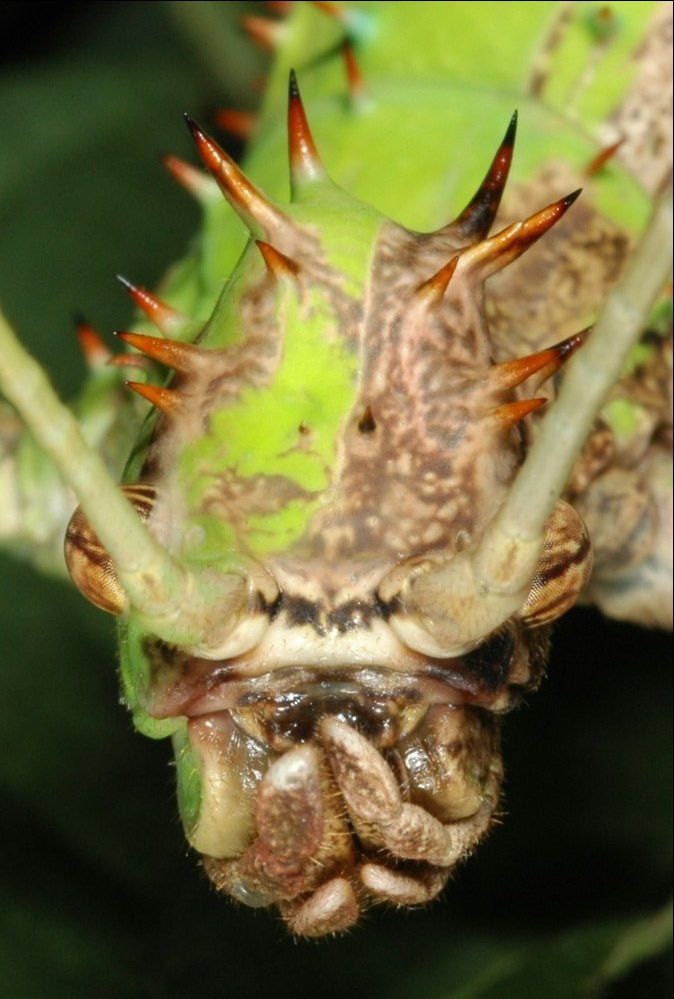
Porträt eines Gynanders der Malaiischen Riesengespenstschrecke

Gynander oder Gynandromorphismus (von altgriechisch γυνή gyné ‚Frau‘ und ἀνήρ anḗr ‚Mann‘) bezeichnet Organismen, in deren Körper durch eine Abweichung in der frühembryonalen Zellteilung sowohl männliche wie auch weibliche Zellen vorkommen, bei einem Halbseiten-Hermaphrodit jeweils zur Hälfte.

## Vorkommen und Entstehung
Bei Insekten, insbesondere bei Schmetterlingen, Käfern und Fliegen ist sowohl die Geschlechtsfestlegung  als auch die geschlechtsspezifische Differenzierung zellautonom (also nicht wie bei vielen anderen Organismen durch die hormonelle Umgebung bestimmt). Daher werden aus Zellen mit weiblichem Genom weibliche Zellen, aus Zellen mit männlichem Genom männliche.
Wenn nun in den mitotischen Zellteilungen während der Entwicklung eines weiblichen Embryos eine Non-Disjunction auftritt, eine Nicht-Trennung der homologen Gonosomen, so entstehen dadurch männliche Zellen neben weiblichen Zellen. Je früher in der Entwicklung solche somatischen Non-Disjunctions stattfinden, desto größer sind die Zelllinien, die im Geschlecht abweichen. Liegt eine solche Aneuploidie bereits nach der Metaphase der ersten mitotischen Teilung der Zygote vor, so entstehen die seltenen Halbseiten-Hermaphroditen: zur Hälfte männlich, zur Hälfte weiblich. Tritt die Abweichung in einer späteren Phase der Embryogenese auf, so sind kleinere Bereiche betroffen.
Auch bei Vögeln kann Gynandrie beobachtet werden, z. B. bei Enten und Finken; nicht aber beispielsweise beim Menschen.